# Micrathena clypeata
Micrathena clypeata es una especie de araña araneomorfa del género Micrathena, familia Araneidae. Fue descrita científicamente por Walckenaer en 1805.
Habita desde Panamá hasta Perú.